# La piscine
La piscine é um filme ítalo-francês de 1969 dirigido por Jacques Deray, com trilha sonora de Michel Legrand.

## Sinopse
Os amantes Marianne e Jean-Paul passam as férias em uma vila na Riviera francesa, perto de Saint-Tropez. Marianne convida seu ex-amante, Harry, e sua filha adolescente a ficar. A tensão aumenta quando Jean-Paul seduz Penélope.

## Elenco
- Alain Delon: Jean-Paul Leroy
- Romy Schneider: Marianne
- Maurice Ronet: Harry Lannier
- Jane Birkin: Pénélope
- Paul Crauchet: inspetor Lévêque
- Steve Eckhardt: Fred
- Suzie Jaspard: Emilie
- Maddly Bamy: Uma convidada da festa
- Thierry Chabert: Um convidado da festa
- Stéphanie Fugain: Uma convidada da festa